# Cyperus lateriticus
Cyperus lateriticus är en halvgräsart som beskrevs av Jean Raynal. Cyperus lateriticus ingår i släktet papyrusar, och familjen halvgräs. IUCN kategoriserar arten globalt som sårbar.
Artens utbredningsområde är Senegal. Inga underarter finns listade i Catalogue of Life.